# Pandemie covidu-19 v Brazílii
Pandemie covidu-19 v Brazílii je součástí probíhající pandemie koronavirového onemocnění z roku 2019 (covid-19) způsobené těžkým akutním respiračním syndromem coronavirus 2 (SARS-CoV-2). Bylo potvrzeno, že se virus rozšířil do Brazílie dne 25. února 2020 od pozitivně testovaného muže ze São Paula, který cestoval do Itálie. Nemoc se do 21. března rozšířila do všech federativních jednotek Brazílie. Dne 19. června 2020 země ohlásila miliontý případ a téměř 49 000 hlášených úmrtí. Jeden z odhadů podhodnocení celkové hlášené úmrtnosti na koronavirus v roce 2020 činil 22,62 %.
Pandemie vyvolala řadu reakcí federálních, státních a místních vlád, které se projevily v politice, vzdělávání, životním prostředí a ekonomice. Dne 27. března 2020 Brazílie vydala dočasný zákaz vstupu pro ty, kteří přicestovali zahraniční leteckou dopravou, a guvernéři většiny států zavedli karantény, aby zabránili šíření viru. Prezident Jair Bolsonaro podporoval šíření konspiračních teorií týkajících se léčby COVID-19 a jeho původu a byl obviněn z bagatelizace zavedených protiopatření a z provádění strategie stádní imunity. V říjnu 2021 doporučil panel Kongresu trestní obvinění prezidenta z důvodu nezvládnutí pandemie, včetně zločinů proti lidskosti.
K 23. lednu 2022 má Brazílie, s počtem 27 434 286 potvrzených případů a 638 346 úmrtí, třetí nejvyšší počet potvrzených případů a druhý nejvyšší úmrtnost na COVID-19 na světě, hned za Spojenými státy a Indií.

## Časová osa

### 2019

#### Listopad
- 27. listopadu: Dva vzorky surové odpadní vody odebrané nezávisle na sobě 27. listopadu 2019 v Santa Catarině v Brazílii později odhalí přítomnost SARS-CoV-2 (100 000 kopií na litr), a to 66 dní před prvním potvrzeným případem COVID-19 v Americe. Následné odběry z 11. prosince 2019 a 20. února 2020 jsou rovněž pozitivní. Z těchto vzorků lze usuzovat, že SARS-CoV-2 cirkuloval v Brazílii přinejmenším již koncem listopadu 2019.[13]

### 2020
Dne 28. ledna 2020 brazilské ministerstvo zdravotnictví oznámilo, že v Belo Horizonte se vyšetřuje podezřelý případ COVID-19 týkající se studenta, který se nedávno vrátil z čínského Wuhanu. Ministerstvo také oznámilo, že vyšetřuje další dva podezřelé případy v Porto Alegre a Curitibě.
Dne 3. února brazilská vláda oznámila, že pomůže občanům ve Wu-chanu k návratu do země; dne 5. února byla do Wu-chanu vyslána dvě letadla k repatriaci 34 občanů. Občané a veškerá ostatní posádka měli být v karanténě a sledováni po dobu 18 dnů na základně brazilského letectva v Anápolis. Všichni byli, po opakovaném negativním testování, propuštěni s předstihem 23. února.
Dne 25. února oznámilo ministerstvo zdravotnictví São Paula první potvrzený případ COVID-19 v Brazílii (a první v Jižní Americe) – u 61letéto muže, který se vrátil z italské Lombardie. Brzy poté byl potvrzen druhý případ u jiné osoby, která se nedávno vrátila z Itálie. Dne 28. února vědci z Institutu tropické medicíny Univerzity v São Paulu a Institutu Adolfa Lutze oznámili, že sekvenovali genomy těchto dvou případů, které byly nezávisle na sobě zavlečeny ze severní Itálie do Brazílie. Prezident Jair Bolsonaro v projevu 6. března obyvatelům doporučil, aby „přísně dodržovali doporučení odborníků jako nejlepší ochranná opatření“, ale „není důvod k panice“.
Dne 12. března bylo oznámeno, že Bolsonarův tiskový tajemník Fábio Wajngarten měl pozitivní test na COVID-19; to vedlo ke zvýšenému sledování Bolsonara (který byl druhý den negativní) a jeho kabinetu. Wajngarten také během Bolsonarovy návštěvy v Miami na Floridě dne 7. března jednal s americkým prezidentem Donaldem Trumpem a viceprezidentem Mikem Pencem. Počet nakažených v kabinetu se začal zvyšovat, včetně ministra dolů a energie Benta Albuquerque a prezidenta federálního senátu Daviho Alcolumbrea; do 20. března měla Brazílie druhý největší počet případů mezi členy federálního kabinetu (předstihla Írán a zařadila se za Francii).
Dne 13. března připlula z Baham výletní loď Silver Shadow a zakotvila v Recife ve státě Pernambuco. Na palubě vezla 318 cestujících a 291 členů posádky, včetně jednoho podezřelého z nákazy. Na pokyn zdravotních úřadů byla loď izolována. Dne 17. března Brazílie zaznamenala první úmrtí. V této době bylo v zemi 291 potvrzených případů. Do 20. března hlásila ministerstva zdravotnictví téměř 1 000 potvrzených případů ve 23 z 26 států a také ve federálním distriktu. Do 21. března ohlásily všechny brazilské státy alespoň jeden potvrzený případ COVID-19, přičemž nejnovějším byla Roraima. Za měsíc od prvního potvrzeného případu v zemi měla Brazílie 2 915 potvrzených případů a 77 úmrtí.
Dne 28. března ministerstvo zdravotnictví oznámilo, že Brazílie má 3 904 potvrzených případů a 114 úmrtí (úmrtnost 2,9 %). Přibližně 90 % úmrtí bylo mezi lidmi staršími 60-i let a většinu tvořili muži. V 84 % úmrtí měli pacienti alespoň jeden rizikový faktor, nejčastěji srdeční onemocnění, následované cukrovkou a pneumopatií.

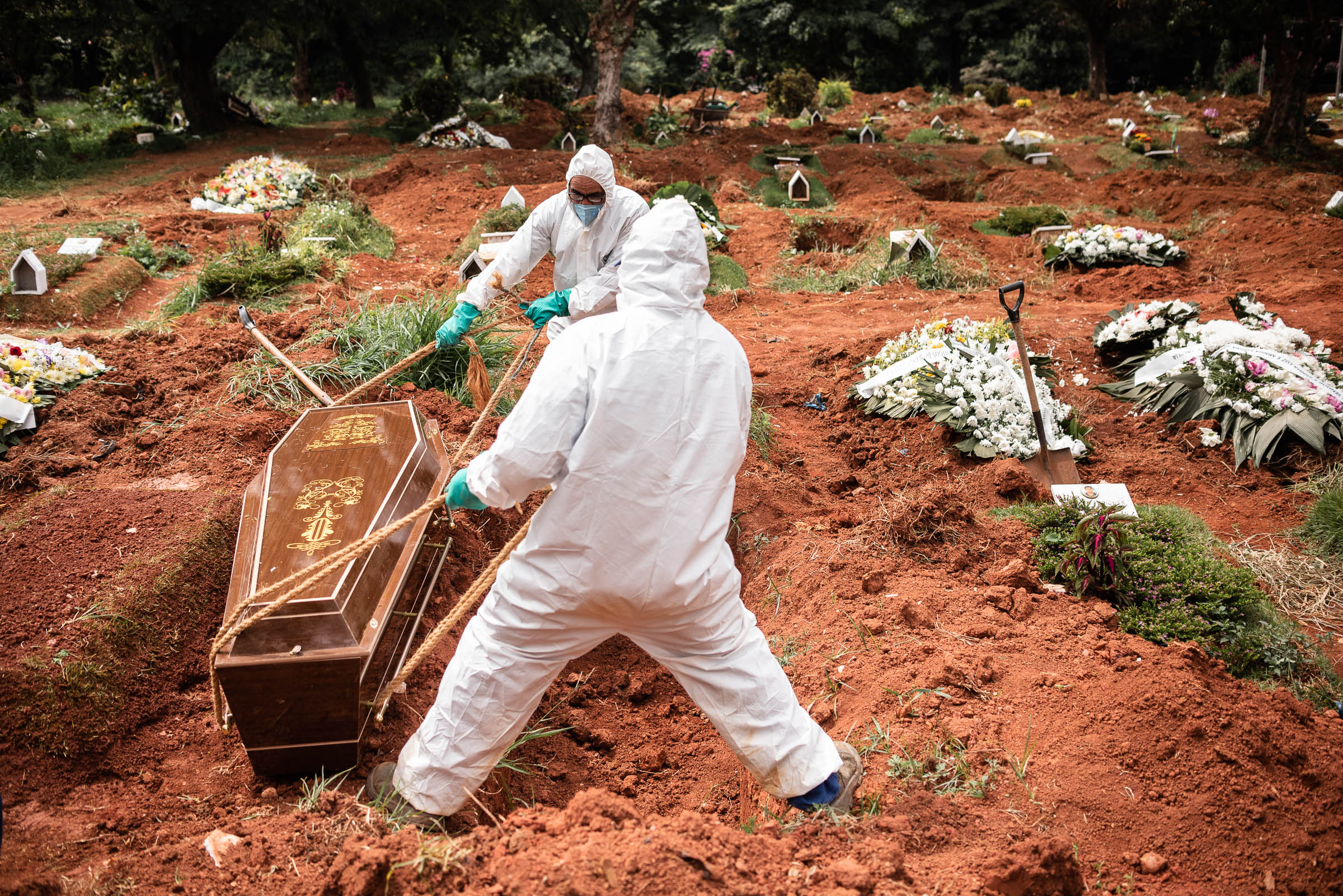
Hrobaři v ochranných oblecích pohřbívají v dubnu 2020 tělo muže podezřelého ze smrti na COVID-19 na hřbitově Vila Alpina na východní straně São Paula.

#### Duben

Počet případů (modrá) a počet úmrtí (červená) na logaritmické stupnici.

- 6. dubna: Prezident Jair Bolsonaro pohrozil po střetu s ministrem zdravotnictví Luizem Henriquem Mandettou, že ho vyhodí.[38] Po kritice Bolsonaro dočasně ustoupil.[39]
- 9. dubna: Federální vláda rozeslala veřejnosti svou první finanční pomoc (portugalsky: Auxílio emergencial). Více než 2,5 milionu lidí obdrželo 600 R$ (116 $).[40][40]
- 10. dubna: Brazílie potvrdila tisící úmrtí související s koronavirem, zatímco počet potvrzených případů se blížil 20 000.[41]

Nákaza se rozšířila do vzdálených míst; Yanomamský teenager zemřel na koronavirus v Roraimě.
- 14. dubna: Ministerstvo zdravotnictví hlásilo celkem 25 262 potvrzených případů a 1 532 potvrzených úmrtí. Více než 14 000 lidí bylo prohlášeno za uzdravené, ačkoli se nepotvrdilo, že jsou bez virů; byli pouze propuštěni z nemocnice nebo bez příznaků.[43]
- 16. dubna: Prezident Bolsonaro vyhodil ministra zdravotnictví Luize Henrique Mandettu kvůli neshodám ohledně zásad sociálního distancování.[44] Řekl, že jmenuje ministra zdravotnictví, který bude podporovat znovuotevření podniků co nejrychleji.[45] Krátce poté byl na jeho místo jmenován Nelson Teich.[46]
- 20. dubna: Několik měst začalo upouštět od sociální izolace ve prospěch trasování. Některým maloobchodním prodejnám bylo povoleno otevřít pod podmínkou, že zákazníci budou nosit roušky, jejich počet bude omezený a poskytnou své osobní údaje.
- 24. dubna: Brazílie potvrdila více než padesát tisíc případů.[47]
- 30. dubna: Brazílie s více než 87 000 potvrzených případů překonala oficiální počty uváděné v Číně.[48]

#### Květen

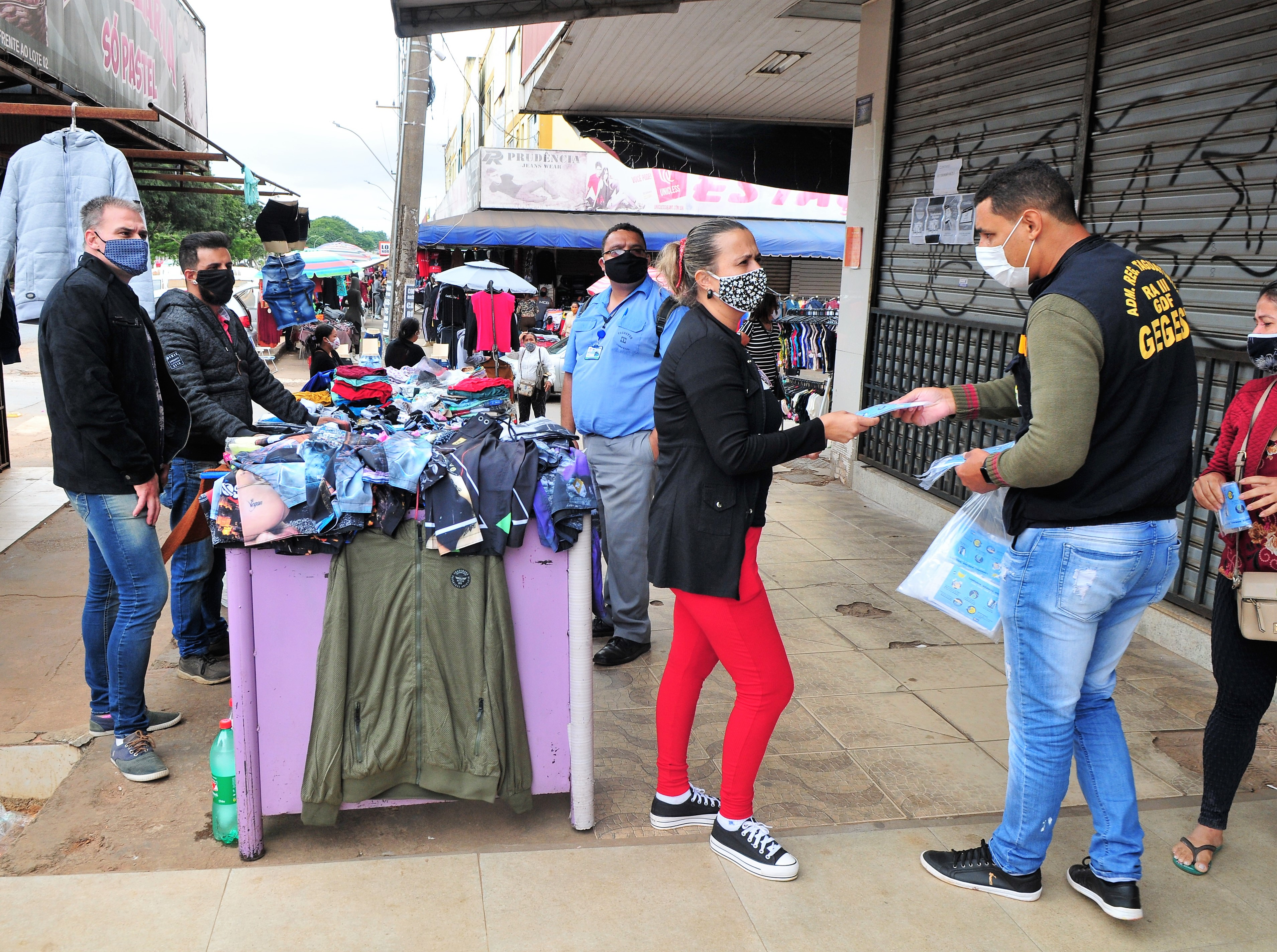
Distribuce roušek v Brasílii

- 3. května: Brazílie potvrdila více než sto tisíc případů; počet případů se za méně než 10 dnů zdvojnásobil.[49]
- 7. května: Několik měst v severních státech Amazonas a Pará vyhlásilo lockdown s cílem omezit šíření viru.[50] Ostatní města v jiných státech zvažovala totéž.
- 9. května: Brazílie potvrdila více než deset tisíc úmrtí; počet úmrtí se za méně než dva týdny zdvojnásobil.[51]
- 14. května: Brazílie potvrdila více než 200 000 případů; počet nakažených se zdvojnásobil za 11 dní.[52]

Stát Ceará se dostal na druhé místo v počtu potvrzených případů a předběhl Rio de Janeiro.
- 15. května: Brazilský ministr zdravotnictví Nelson Teich odstoupil méně než měsíc poté, co byl nominován. Uvedl podobné důvody jako jeho předchůdce: střety s prezidentem ohledně použití hydroxychloroquinu, pokynů pro sociální distancování a zamítání pravidel, která navrhoval.[53][54] Generál Eduardo Pazuello převzal roli prozatímního ministra zdravotnictví, dokud se nepodaří najít oficiální náhradu.[55]
- 26. května: Agentura Reuters uvedla, že podle čtyř úředníků vlády byla první reakce ministerstva zdravotnictví na pandemii ze 13. března zastavena a omezena prezidentem Bolsonarem o necelý den později, přičemž pravomoc byla 16. března převedena z ministerstva na úřad generála Waltera Souzy Braga Netta, náčelníka kabinetního štábu.[56]
- 31. května: Brazílie potvrdila více než pět set tisíc případů; počet případů se za méně než 14 dní zdvojnásobil.[57]

#### Červen

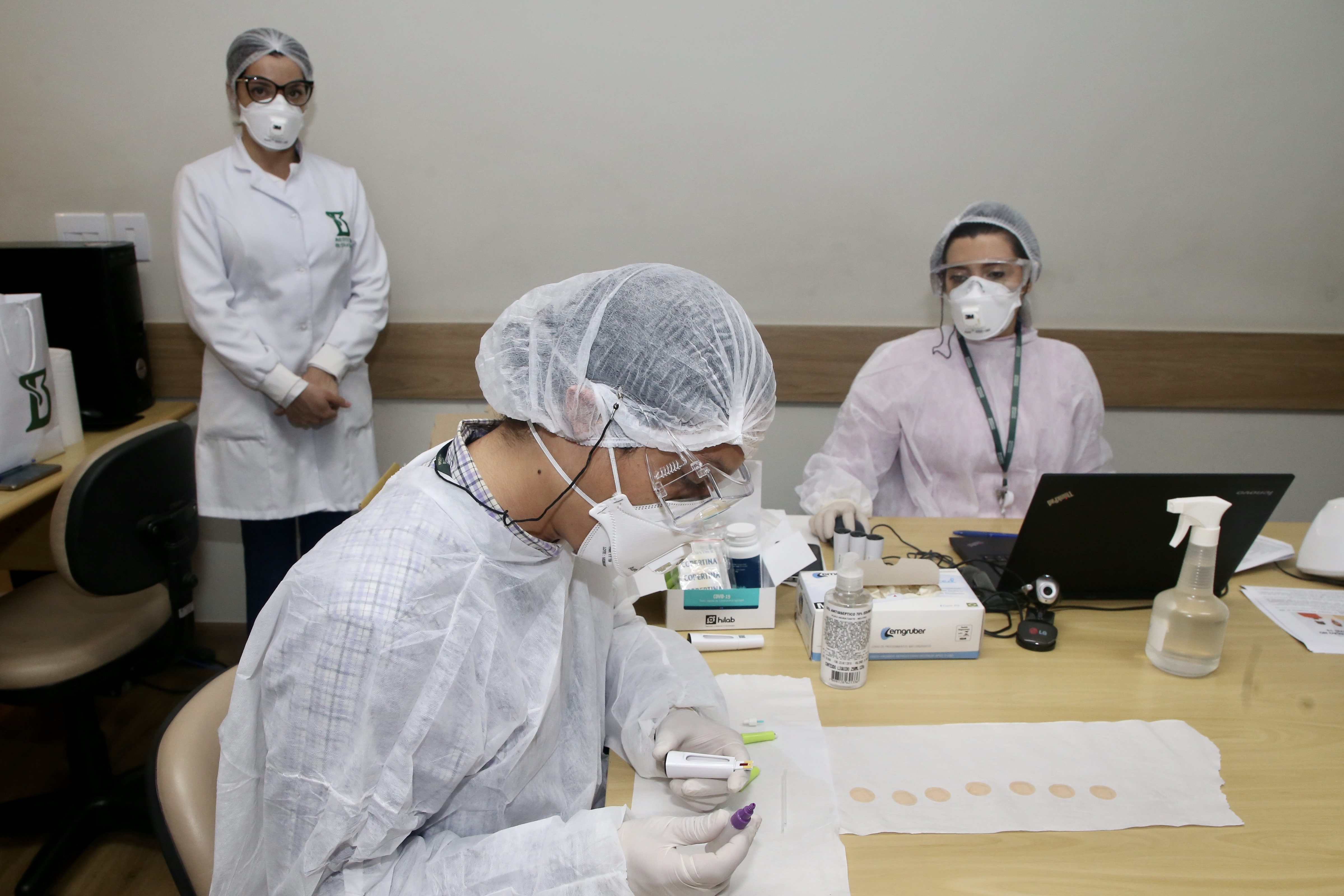
Testování na COVID-19 v São Paulu

- 1. června: Brazílie potvrdila více než 30 000 úmrtí.[58]
- 5. června: Brazilská vláda uzavřela své oficiální webové stránky s denními zprávami o koronaviru a uvedla, že již nebude hlásit celkový počet úmrtí nebo aktivních případů.[59]
- 6. června: Carlos Wizard, nový tajemník pro vědu a technologii ministerstva zdravotnictví, tvrdil, že státy zvyšují počet úmrtí na koronavirus v Brazílii proto, aby odvedly pozornost od rozpočtu, a vyzval k přehodnocení celkového počtu úmrtí.[60]
- 7. června: Vláda rozhodla, že již nebude zveřejňovat průběžné počty onemocnění koronavirem s tím, že dřívější čísla mohla být zavádějící. Ministerstvo zdravotnictví oznámilo záměr uveřejňovat pouze počty nových případů a úmrtí za posledních 24 hodin.[61][62] V reakci na to velké mediální skupiny v zemi zřídily radu s cílem nadále zaznamenávat a zveřejňovat data podle původní metody; dle jejich tvrzení by vládní iniciativa mohla být machinací zastírající obyvatelům skutečný stav věcí.[63]
- 9. června: Soudní příkaz přinutil brazilskou vládu pokračovat ve zveřejňování celkového počtu případů a úmrtí.[64][65]

#### Červenec
- 6. července: Prezident Bolsonaro má horečku a podstoupil test na koronavirus.[66]
- 7. července: Prezident Bolsonaro má pozitivní test na COVID-19.[67]
- 25. července: Prezident Bolsonaro je negativní.[68]
- 30. července: První dáma Michelle Bolsonaro má pozitivní test na COVID-19.[69]

#### Srpen
- 3. srpna: Generál Braga Netto, náčelník štábu prezidenta Bolsonara, má pozitivní test na koronavirus.[70]
- 8. srpna: Brazílie dosáhla tří milionů infekcí a 100 000 úmrtí.[71]
- 25. srpna: Senátor Flávio Bolsonaro, nejstarší syn prezidenta Bolsonara, je pozitivní na COVID-19.[72]

#### Září
- 3. září: Brazílie dosáhla čtyř milionů infekcí a asi 125 000 úmrtí.[73]
- 9. září: V São Bernardo do Campo zemřelo na koronavirus dvouměsíční dítě, možná nejmladší oběť v regionu ABC.[74]

#### Říjen
- 6. října: Brazílie dosáhla pěti milionů nakažených.[75]

#### Listopad
- 20. listopadu: Brazílie dosáhla šesti milionů nakažených.[76]

#### Prosinec
- 25. prosince: Brazílie dosáhla 190 000 úmrtí.[77]
- 31. prosince: V São Paulu je prokázána varianta B117.[78]

### 2021

#### Leden

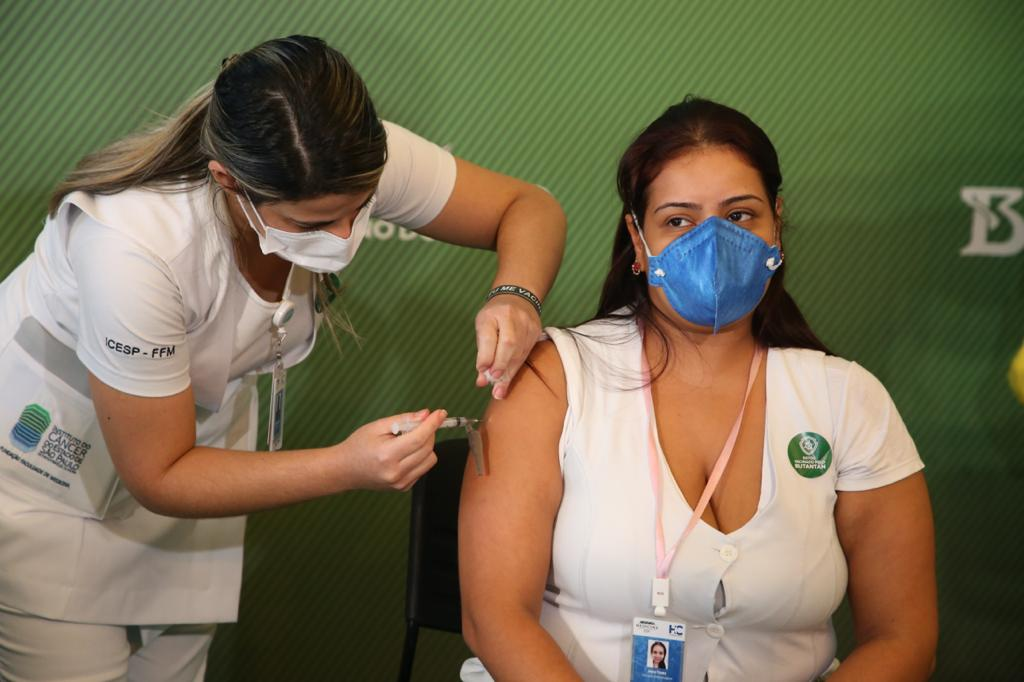
Začíná očkovací kampaň.

- 7. ledna: Brazílie dosáhla 200 000 úmrtí.[79]
- 11. ledna: Ministerstvo zdravotnictví tlačí na správu města Manaus, aby přijala chlorochin a ivermektin jako léky pro "předčasnou léčbu" s tím, že nepoužít je by bylo "nepřípustné".[80] (Užívání ivermektinu jako údajného „zázračného“ léku na COVID-19 bylo rozšířeno od prosince 2020, přestože o jeho účinnosti neexistují spolehlivé vědecké důkazy.[81])
- 13. ledna: Výzkumníci z Fiocruz Amazônia oznamují objev nové varianty kmene B.1.1.28, nazvané P.1., v Manaus.[82][83] Podle Felipe Navecy, vědce z Nadace Oswalda Cruze, není pochyb o tom, že se tato varianta objevila v Amazonii a může být nakažlivější. Podle názoru výzkumníka Jesem Orellana z Fiocruz-Alazonia je „nová varianta nejpravděpodobnějším vysvětlením nedávného prudkého nárůstu případů".[84]
- 14. ledna: Poptávka po kyslíku dosáhla ve městě Manaus v Amazonas vrcholu a město ji nemohlo uspokojit. Někteří pacienti zemřeli na asfyxii[85] a jiní byli převezeni do ostatních států. Město zavedlo zákaz nočního vycházení.[86][86] Venezuelský ministr zahraničí Jorge Arreaza na pokyn Nicoláse Madura nabídl vládě Amazonas zásoby kyslíku ze své země.[87] Později vyšlo najevo, že brazilští představitelé byli šest dní před tím varováni před krizí v zásobování kyslíkem.[87]
- 17. ledna: Anvisa povolila nouzové použití vakcíny CoronaVac a vakcíny AstraZeneca-Oxford University.[88] Monica Calazans, 54letá zdravotní sestra z rizikové skupiny nasazená v boji proti koronaviru, se stala první Brazilkou, která dostala CoronaVac oficiálně mimo klinické testování.[89]
- 21. ledna: Výzkum univerzity v São Paulu a Conectas Direitos Humanos odhalil existenci institucionální strategie šíření viru, podporovanou brazilskou vládou pod vedením předsednictva republiky“.[90][91] V lednu 2021 zahájila farmaceutická společnost União Quimica výrobu vakcíny Sputnik V v Brazílii.

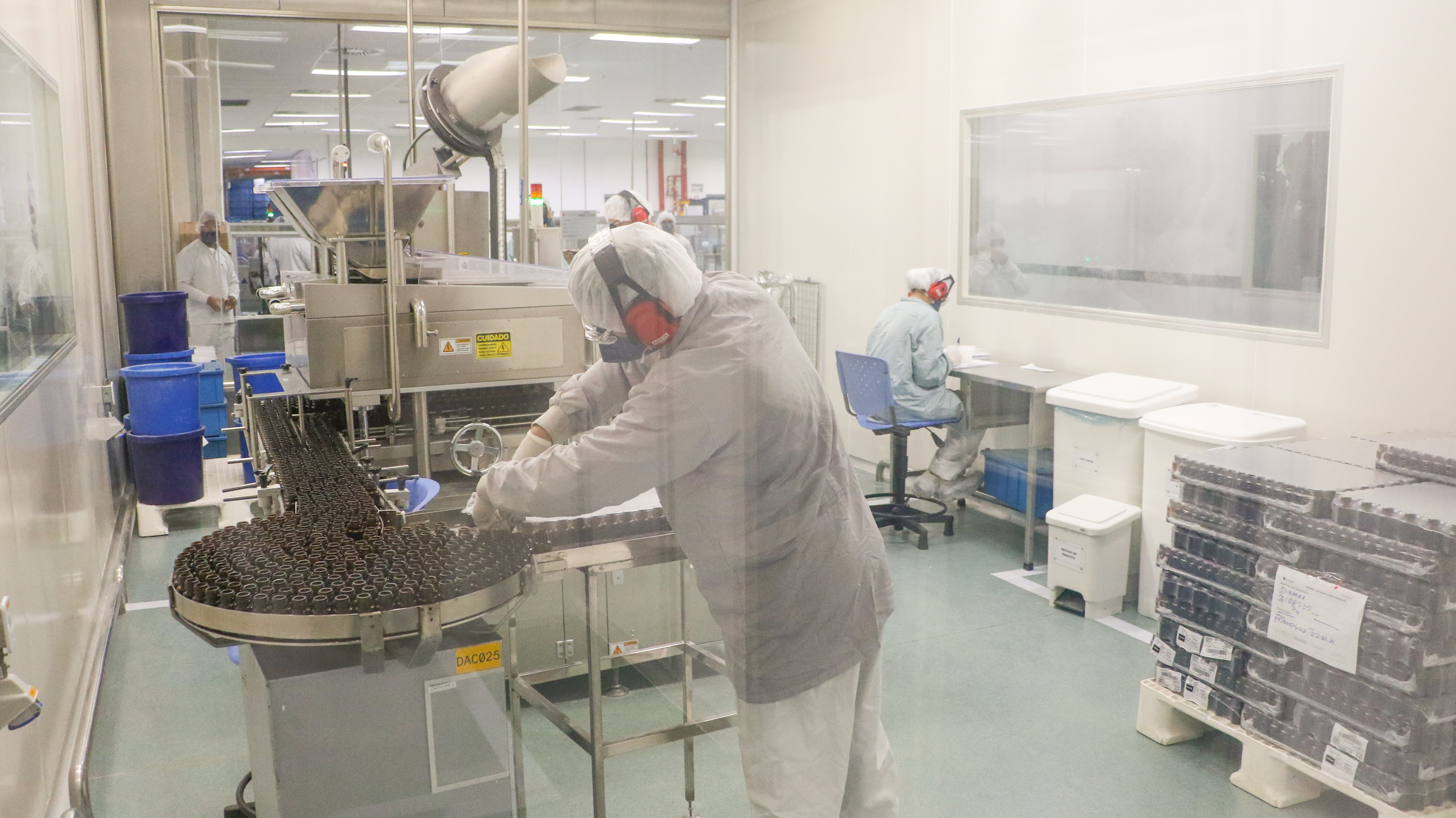
V lednu 2021 zahájila farmaceutická společnost União Quimica výrobu vakcíny Sputnik V v Brazílii.

- 27. ledna: Brazílie dosáhla 220 000 úmrtí.[92] The Lancet publikoval článek týkající se možných příčin „neočekávaného“ nárůstu lednových hospitalizací v Manaus, včetně vzniku P.1. varianty. (Hospitalizace v Manausu, kde bylo do října 2020 nakaženo odhadem 76 % populace, zůstaly po dobu sedmi měsíců od května do listopadu na nízké úrovni.)[93]
- 28. ledna: Lowy Institute, nezávislý think-tank v Austrálii, popisuje reakci Brazílie na pandemii jako nejhorší na světě.[94]

#### Únor
- 1. února: Od zahájení očkování dne 17. ledna bylo naočkováno 2 220 216 osob. To představuje 1,05 % národní populace a 25,21 % dávek přijatých státy.[95]
- 9. února: Bolsonaro poté, co opakovaně proklamoval, že neschválí vakcínu čínské společnosti Sinovac a že jeho administrativa ji nekoupí, ustoupil a prohlásil, že „nikdy proti vakcíně nebyl“.[96] Bolsonaro také uvedl, že neměl v úmyslu nechat se naočkovat[96] a je jediným vůdcem G20, který tak učinil.[97]
- 16. února: Brazílie dosáhla 240 000 úmrtí.[98]
Od zahájení očkování dne 17. ledna bylo naočkováno 5 505 049 osob – z toho 308 791 dostalo i druhou dávku. To představuje 2,6 % celostátní populace.[99]
- 17. února: Serrana v São Paulo se účastní studie, ve které je 100 % dospělé populace naočkováno vakcínou CoronaVac, zatímco ostatní státy Brazílie si stěžují na její nedostatek. Před hromadným očkováním bylo nakaženo 5 % populace, což Serranu řadilo k nejvíc promořeným státům v Brazílii. Do země zatím dorazily jen dva miliony dávek vakcín.[100]
- 25. února: V den, kdy Brazílie dosáhla rekordního počtu 1 582 úmrtí za 24 hodin, zpochybnil Bolsonaro během svého týdenního živého vysílání účinnost lockdownů a rovněž používání roušek s odkazem na blíže nespecifikovanou německou studii.[101] Studie, na kterou zřejmě Bolsonaro poukazoval,[102] byla několikrát vyvrácena a je považována za nevědeckou.[103][104]

#### Březen

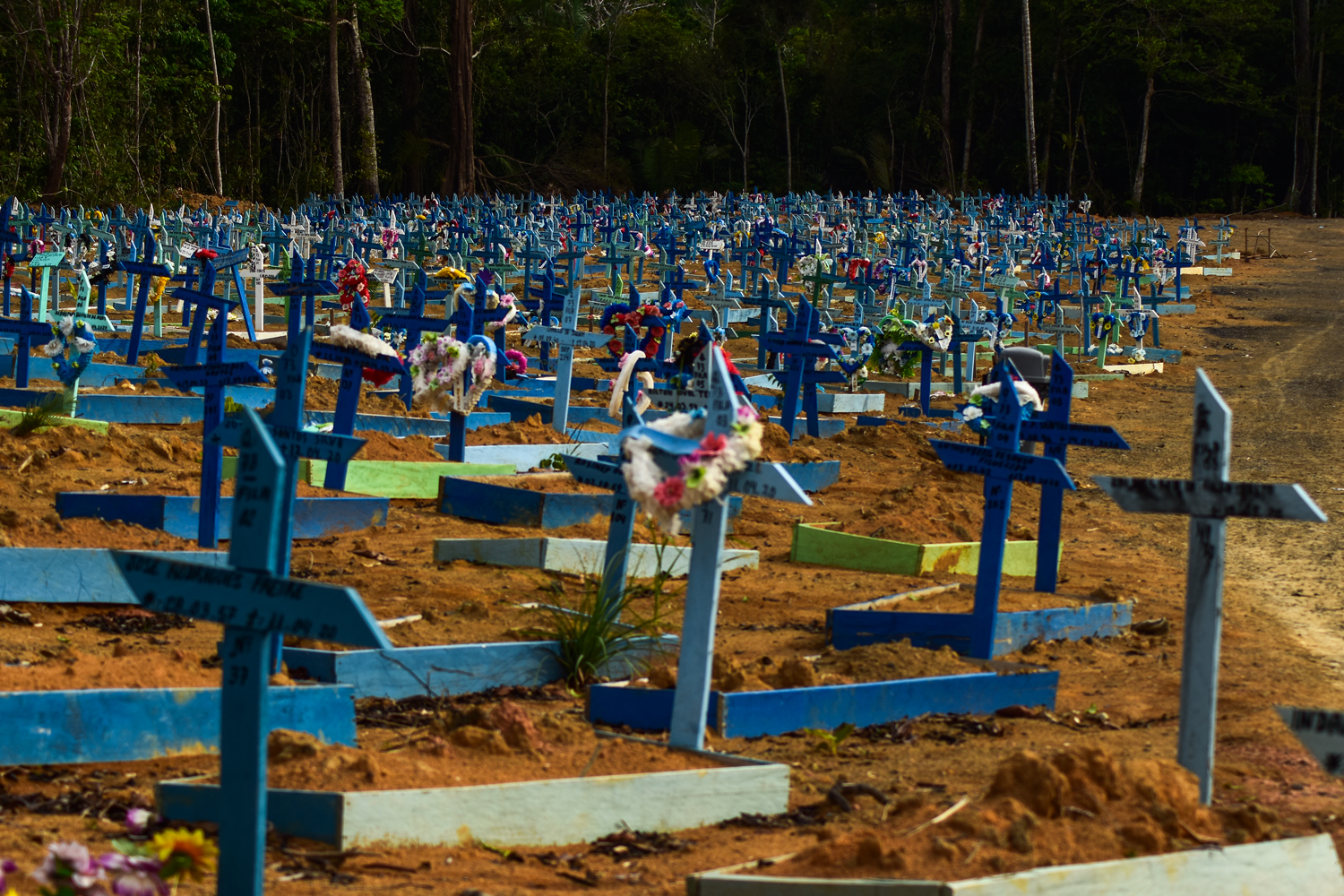
Oběti koronaviru na hřbitově Parque Taruma v Manaus

- 3. března: Již druhý den po sobě, s celkovým počtem 1 910 za 24 hodin, překonává Brazílie svůj rekord v denních úmrtích na koronovirus.[105] Během rozhovoru se svými příznivci Bolsonaro uvedl, že „pokud to bude záviset na něm, Brazílie nikdy nevyhlásí lockdown“.[106]
- 13. března: Vládní úředník ohlásil jako obvykle vysoký počet nových infekcí s nárůstem 76 178 případů za jeden den. Země má nyní celkem 11 439 558 případů a 277 102 úmrtí. První očkování proti koronaviru absolvovalo 9 669 967 lidí.[107]
- 14. března: Jednotky intenzivní péče čtrnácti brazilských států byly obsazeny z více než 90 % a jednotky dalších sedmi brazilských států a federálního distriktu z 80–90 %.[107]
- 15. března: Brasil de Fato oznámilo, že se Ministerstvo zdravotnictví a sociálních služeb Spojených států amerických pokusilo tlačit na zemi, aby nekupovala vakcínu Sputnik V, ve snaze zmenšit vliv Ruska v regionu.[108][109] To nezabránilo konsorciu brazilských guvernérů v některých státech podepsat smlouvu o nákupu 37 milionů dávek.[110]
- 17. března: Vedoucí představitelé brazilského zdravotnictví považují nemocniční krizi za „nejhorší v historii Brazílie“.[110]
- 19. března: JIP šestnácti brazilských států byly obsazeny z více než 90 %, „což znamená, že se tyto zdravotní sítě zhroutily nebo jim hrozí bezprostřední riziko, že se tak stane“, uvádí CNN.[111]
- 25. března: Během jediného dne bylo potvrzeno více než 100 000 nových případů koronaviru, což je nejvyšší počet diagnóz od začátku pandemie.[112]
- 31. března: Celkové počty činí teď 12 753 258 případů a 321 886 úmrtí.[113]

#### Duben
- 1. dubna: Prostitutky v Minas Gerais vstoupily do stávky, aby přiměly ministerstvo zdravotnictví k zařazení sexuálních pracovnic do prioritní skupiny pro očkování proti koronaviru. Jejich snaha se nakonec ukáže jako neúspěšná.
- 7. dubna: Brazílie poprvé zaznamenala více než 4 000 potvrzených úmrtí na koronavirus za 24 hodin.[114]
- 8. dubna: Luís Roberto Barroso (STF) rozhodl, že Senát ustanoví parlamentní vyšetřovací komisi (CPI) k „prošetření možných opomenutí federální vlády při řešení Covid pandemie“.[115]
- 9. dubna: Prezident Jair Bolsonaro povoluje vládní kampaň pro nošení roušek a sociální distancování.[116]
- 13. dubna: Komise vytvořená Řádem státních zástupců Brazílie dospěla k závěru, že Jair Bolsonaro spáchal velké zločiny a přestupky, na jejichž základě by mohl být obžalován. Došla k závěru, že „Bolsonaro jednal záměrně, aby šířil virus Covid-19, a že by měl nést odpovědnost za četná úmrtí způsobená pandemií“. Navíc tvrdí, že Bolsonaro spáchal zločiny proti lidskosti za pokus zabránit ochranným opatřením proti pandemii.[117] Brazilský senát ustanovil komisi CPI da COVID, která bude rovněž „prošetřovat použití federálních prostředků předaných federálním subjektům k boji proti novému koronaviru“.[118] Ve stejný den bylo v Itirapině (São Paulo) omylem naočkováno 46 lidí vakcínou Coronavac místo vakcíny proti chřipce.[119]
- 14. dubna: Pět dětí v Diadema ve věku od 7 měsíců do 4 let bylo omylem naočkováno vakcínou CoronaVac namísto vakcíny proti chřipce. Děti podstoupí sledování po dobu 42 dnů; dosud existuje jen málo studií o tom, jak tato vakcína u dětí funguje.[119] BBC uveřejnila odhad mezinárodní nevládní organizace Vital Strategies, že v Brazílii zemřelo na koronavirus asi 2000 dětí mladších 9-i let (včetně 1300 kojenců), ačkoli čísla ministerstva zdravotnictví odrážejí asi jen třetinu tohoto počtu.[120][121]

#### Květen
- 5. května: Jair Bolsonaro podporuje mimořádně kontroverzní konspirační teorii, že virus COVID-19 mohl být záměrně vyroben v laboratoři jako forma biologického boje.[122] Nepřímo tak poukázal na Čínu jako na zemi, jejíž HDP během pandemie nejvíce vzrostlo.[11][123]

#### Říjen
- 31. října: Vláda ukončuje program finanční pomoci. Programy hotovostních převodů pokračují s Auxílio Brasil, který nahradí Bolsa Família, jak bylo oznámeno v říjnu.

#### Listopad
- 30. listopadu: Varianta Omicron byla prokázána v São Paulu, poprvé v Jižní Americe.[124]

#### Prosinec
- 10. prosince: Ministerstvo zdravotnictví a mnoho systémů veřejné zdravotní péče zkolabovalo v důsledku ransomwarového útoku.[124][125]
- 16. prosince: Anvisa povolila použití vakcíny Pfizer–BioNTech pro děti od 5 do 11 let.[126]

### 2022

#### Leden
- 14. ledna: Stát São Paulo zahajuje očkování dětí. Davi Seremramiwe, 8-ileté dítě domorodého kmene Xavante, bylo prvním, kdo dostal dávku dětské vakcíny Pfizer.[127]
- 20. ledna: Anvisa povolila nouzové použití vakcíny CoronaVac pro děti a dospívající ve věku od 6 do 17 let.[128]

## Očkování
Očkovací kampaň v Brazílii je masovou kampaní pro potlačení pandemie koronaviru v Brazílii. Byla započata dne 17. ledna 2021, když země zaznamenala 210 000 úmrtí. Institut Butantan přivezl ve spolupráci s čínskou společností Sinovac Biotech prvních 6 miliónů dávek vakcíny CoronaVac.
Není stanoven žádný předběžný časový odhad, kdy dojde k proočkování celé populace, a to kvůli nedostatečným zásobám nutným k výrobě vakcíny a rovněž kvůli politickým přím mezi vládou státu Sao Paulo a vládou Jaira Bolsonara.

## Odezvy

### Vědecký výzkum a prognóza
Dne 19. března 2020 vědci odhadovali, že pokud Brazílie nepodnikne žádné kroky k zastavení viru, může si pandemie v nejhorším případě vyžádat až dva miliony úmrtí. Poukázali na to, že politika sociálního distancování je jedním z nejúčinnějších opatření vzhledem k nedostatku vakcíny.
Dne 20. března odborníci z Itálie varovali, že křivka růstu koronaviru v Brazílii bude opakovat křivku růstu evropských zemí. Sledování fyziků z USP, University of Campinas, São Paulo State University, University of Brasília, Federal University of ABC, UC Berkeley a University of Oldenburg poukázala na to, že počet infikovaných lidí, s ohledem na data z 19. března, se zdvojnásobuje každých 54 hodin a že celkový počet případů přesáhne do 24. března číslo 3000.
Dne 21. března se výzkumníci začali mobilizovat, aby zvýšili dostupnost testování v Brazílii. Federální univerzita v Rio de Janeiru se pokoušela vytvořit sérologický test, který, na rozdíl od běžnějšího testu PCR, využíval k detekci infekce vzorek krve pacienta. Ministr zdravotnictví Luiz Henrique Mandetta uvedl, že počet případů bude do konce června exponenciálně narůstat.
Dne 23. března ekonom FGV Emerson Marçal předpověděl ve své zprávě schodek HDP až 4,4 % v roce 2020 kvůli koronaviru.
Jedenáct pacientů s koronavirem zařazených do jedné klinické studie v Brazílii zemřelo po podání vysokých dávek chlorochinu, léku proti malárii. Úmrtí byla ohlášena v polovině dubna a studie zastavena.
Dne 15. srpna 2020 začaly tři společné podniky v Brazílii testovat novou vakcínu proti koronaviru. Výzkum a vývoj se stal velmi diskutovaným tématem a průběžně se potýkal s komplikacemi v důsledku xenofobie a konspiračních teorií šířených anti-vaxovými skupinami a renomovanými politickými spojenci brazilského prezidenta Jaira Bolsonara.

### Preventivní opatření

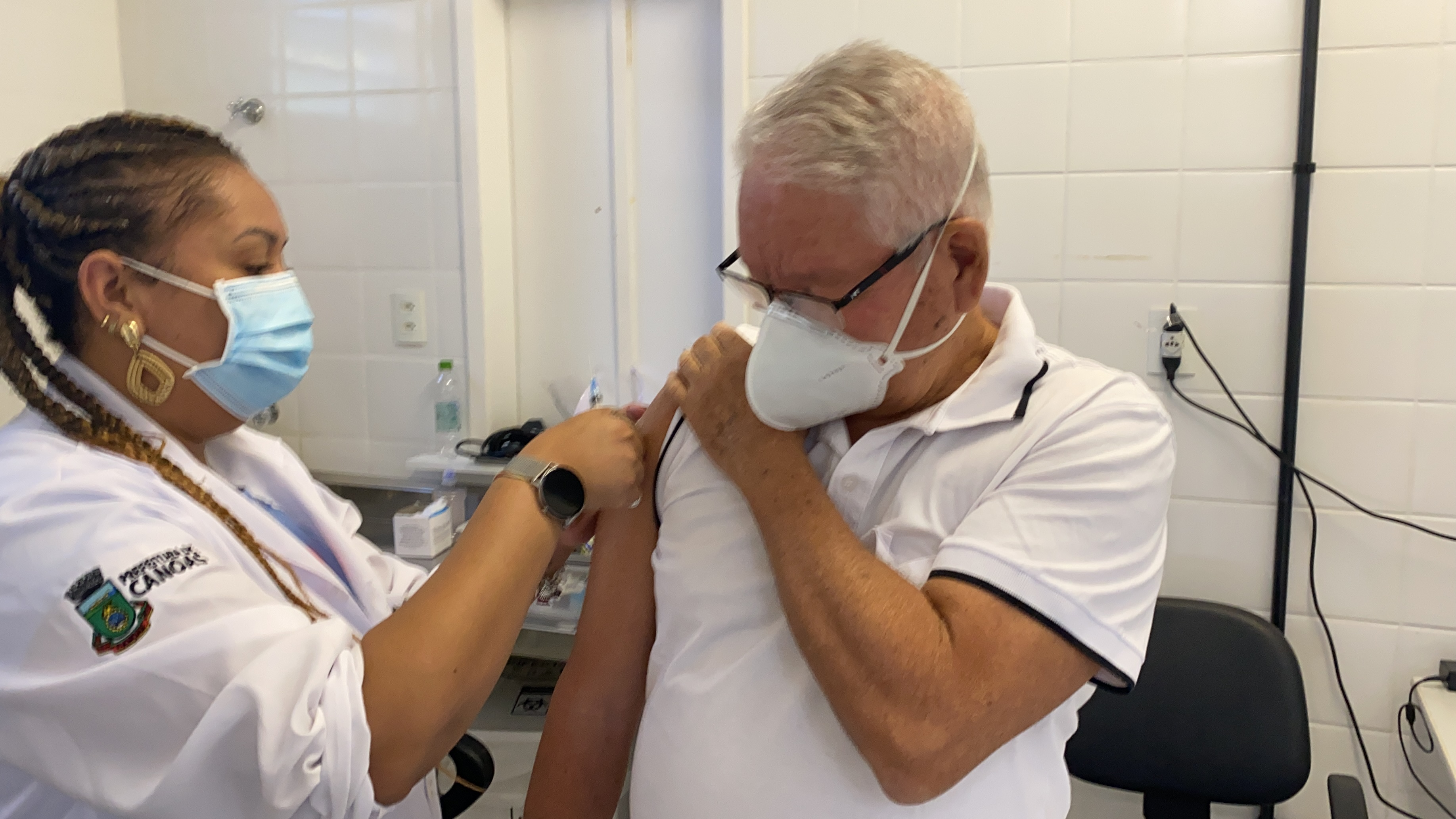
Postarší muž z Brazílie dostává druhou dávku vakcíny CoronaVac.

Dne 13. března ministerstvo zdravotnictví doporučilo cestujícím do Brazílie, aby se po příletu izolovali alespoň po dobu 7 dnů.

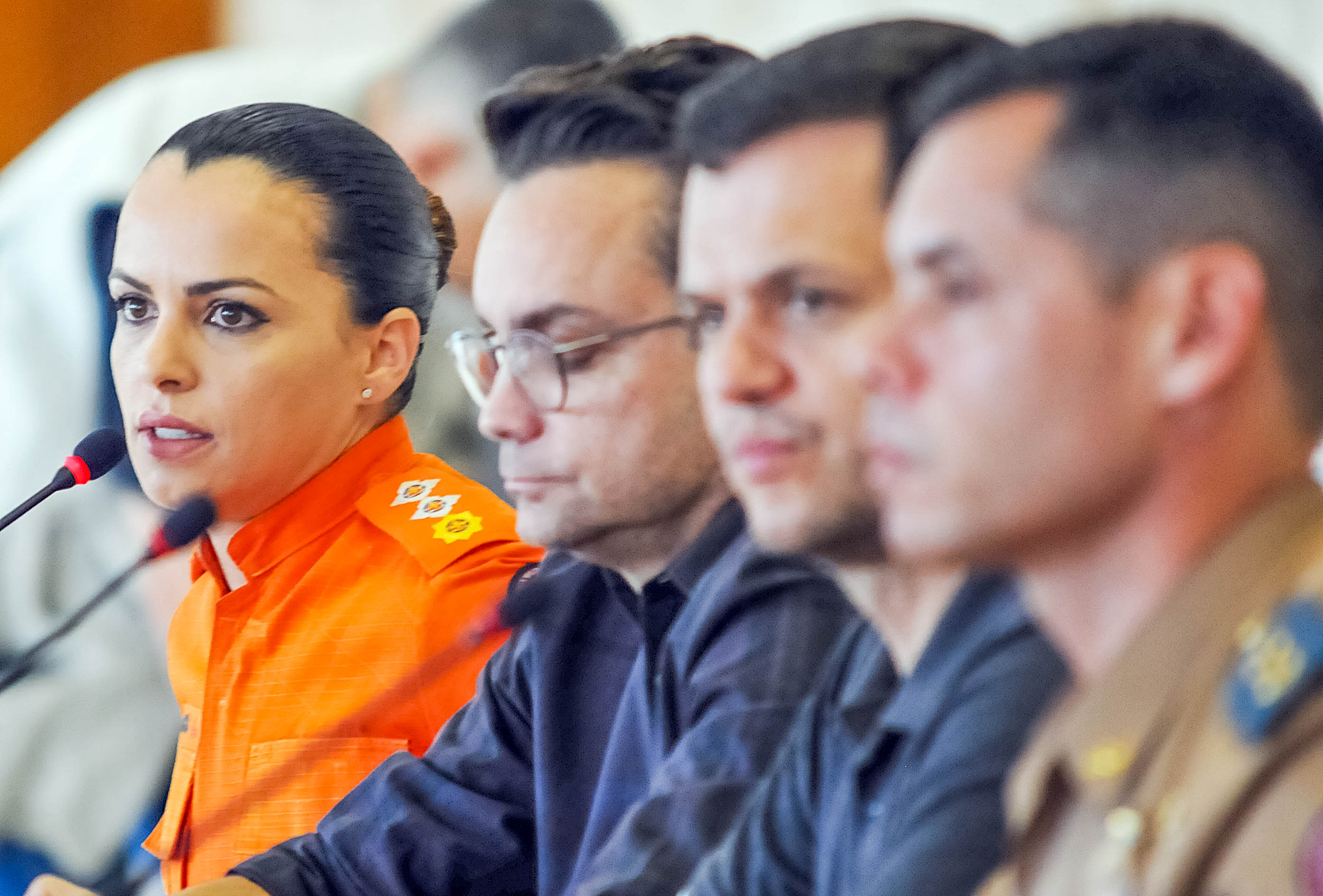
Při odhalování podezřelých případů budou pomáhat brazilští hasiči.

Dne 17. března brazilské úřady částečně uzavřely státní hranici s Venezuelou. Ministr zdravotnictví Luiz Henrique Mandetta naléhal na uzavření hranic kvůli kolabujícímu venezuelskému zdravotnictví. Stát Santa Catarina vyhlásil stav nouze, nařídil uzavření všech postradatelných podniků a pozastavil veřejnou dopravu, meziměstské a mezistátní autobusy, veřejná setkání, koncerty, divadla, sportovní akce a bohoslužby.
Dne 18. března vyhlásilo Rio de Janeiro a pět dalších obcí ve státě Rio de Janeiro – São Gonçalo, Guapimirim, Niterói, Nova Iguaçu a Mesquita – stav nouze, aby pomohly zamezit šíření koronaviru.
Následující den vláda Rio Grande do Sul vyhlásila stav nouze pro veřejnost. Mezi přijatá opatření patřil zákaz mezistátního cestování a omezení prodeje na tržnicích.
Dne 20. března vyhlásila vláda Rio Grande do Norte stav nouze.
Dne 21. března vzrostl v São Paulu počet případů za dvě hodiny o téměř 40 %. V tomto období také vzrostl počet úmrtí. Stát vyhlásil lockdown pro postradatelné podniky, který trval od 24. března do minimálně 7. dubna.

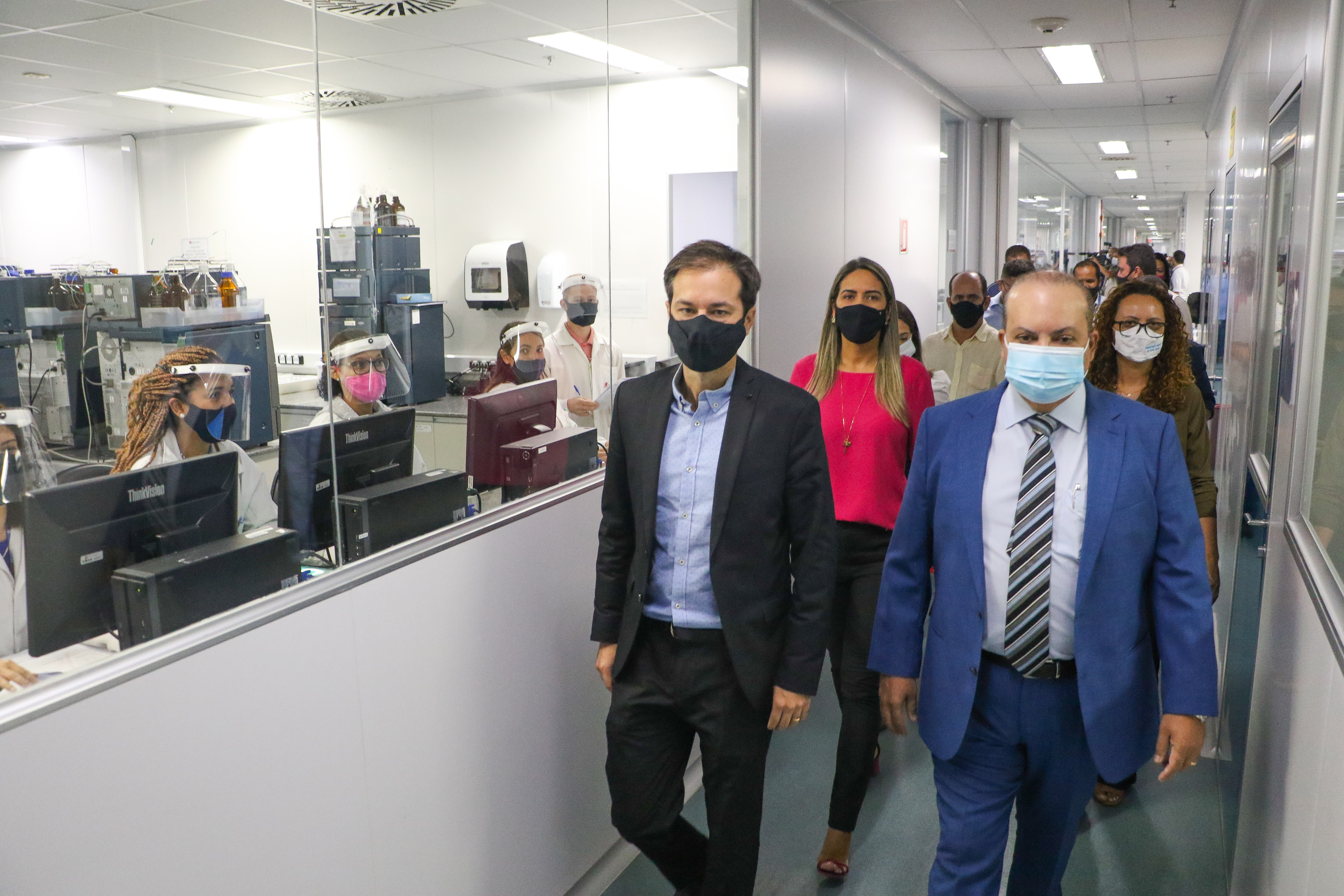
Brazilský guvernér Ibaneis Rocha (Federální okres, v modrém obleku) nosí obličejovou roušku.

Města v regionu Campinas vyhlásila nouzovou situaci. Kromě metropole zavedla opatření proti šíření koronaviru také města Hortolândia, Holambra, Indaiatuba, Itapira, Jaguariúna, Mogi Guaçu, Mogi Mirim, Paulínia, Sumaré a Águas de Lindoia. Města Valinhos a Vinhedo vyhlásila stav nouze.
Dne 9. května vláda Rio Grande do Sul zavedla nový plán sociálního distancování. Vzhledem k tomu, že některé oblasti byly postiženy více než jiné, rozdělila místní vláda stát do 20-i sektorů. Posloupnost každého sektoru v celkové hierarchii se řídila počtem případů, mírou obsazenosti nemocnic a dalšími faktory – od žluté (nízké riziko), po oranžovou, červenou a černou (vysoké riziko). Cílem této škály bylo lépe reagovat na současnou pandemii a umožnit obyvatelům v oblastech s nižším rizikem v rámci možností návrat do normálního života.

### Odpovědi prezidenta
Na tiskovém brífinku dne 27. března 2020 Bolsonaro bagatelizoval možnost, že by se COVID-19 mohl rychle šířit po celé zemi, a tvrdil, že Brazilci „nikdy nic nechytí“ a že existuje možnost, že části populace jsou již imunní. Hrozbu COVID-19 popsal jako přehnanou, mediálně vytvořenou „fantazii“. V říjnu 2021 brazilský kongresový panel odhlasoval doporučení obvinit dvě společnosti a 78 jednotlivců, jak uvádí zpráva 1288. Bolsonaro je jednou z osob, kterou zpráva označuje; bylo doporučeno uvalit na něj devět trestních oznámení, včetně „zločinů proti lidskosti“.

#### Roušky
Dne 15. března 2020 se Bolsonaro objevil během provládního shromáždění v Brasílii a jednal se svými příznivci. Čelil kritice za to, že nedodržuje bezpečnostní opatření (nošení roušky), obzvláště se zřetelem k tomu, že po jeho prezidentské návštěvě ve Spojených státech byl nakažen jeho tiskový mluvčí. V listopadu 2020 znovu zopakoval, že je přesvědčen o neúčinnosti roušek z hlediska šíření viru, a řekl, že diskuse o rouškách je „posledním tabu, které padlo“.

#### Vakcíny
Bolsonaro vystupoval proti návrhům nakoupit vakcíny Sinovac Biotech, ale zdravotnická agentura země udělila souhlas pro fázi III klinických zkoušek v São Paulu.
Dne 27. listopadu 2020 Bolsonaro vzal na vědomí, že zdravotnická agentura země schválila účinné vakcíny, ale dodal, že on osobně by se žádnou vakcínou proti COVID-19 naočkovat nenechal. V roce 2021 vyšlo najevo, že opakovaně odmítal nabídky společnosti Pfizer získat se slevou desítky milionů dávek jejich vakcíny. Naproti tomu v červnu 2021 byly zakoupeny miliony dávek Covaxinu za zvýšené ceny.

#### Dezinformace o léčbě
Na konci března 2020 stáhly Facebook, Inc. a Twitter Bolsonarovy příspěvky propagující hydroxychlorochin jako účinnou léčbu COVID-19; obě společnosti je považovaly za dezinformace, které by mohly způsobit fyzickou újmu a které odporují směrodatným odborným informacím. Twitter také stáhl podobný Bolsonarův příspěvek, který volal po znovuotevření ekonomiky.

#### Obavy o obchodní zájmy
Dne 15. března 2020 Bolsonaro tvrdil, že podniky profitují z „hysterie“ a veřejnost by neměla reagovat „neurózou“.
Postavil se proti návrhům na pozastavení mezistátní dopravy do států s výskytem koronaviru a na uzavření podniků (včetně nákupních center a týdenních venkovních trhů), přičemž v případě posledně jmenovaných argumentoval tím, že jde o „extrémní opatření“, která by poškodila ekonomiku. Guvernér São Paula João Doria kritizoval prezidenta Bolsonara za jeho nečinnost ve věci koronaviru na federální úrovni, kvůli které musely jednotlivé státy převzít odpovědnost samy na sebe.
Dne 19. března sdílel syn prezidenta Bolsonara Eduardo na Twitteru příspěvek, který obviňuje Komunistickou stranu Číny z celosvětového šíření COVID-19. Vzhledem k tomu, že Čína je největším obchodním partnerem Brazílie, vyvolal příspěvek kritiku ze strany čínských diplomatů, například Yang Wanming – kteří tvrdili, že rodina Bolsonarových byla „velkým jedem této země“.
V prezidentském projevu dne 22. března 2020 Bolsonaro pokračoval v těchto argumentech; kriticky se vyjádřil o používání zmírňujících opatření typu uzavírání podniků a omezování cestování jako o metodě „spálené země “, zpochybnil uzavření škol kvůli většímu počtu infekcí mezi staršími lidmi a obvinil média z šíření „pocitu děsu“ mezi obyvatelstvem.

#### Bolsonarovy komentáře
V prezidentském projevu dne 22. března 2020 tvrdil, že životy Brazilců se musí vrátit k normálu a že „kvůli svému sportovnímu založení bych se nemusel bát, kdybych se virem nakazil. Nic bych necítil, nebo v nejhorším případě by to bylo jako malá chřipka nebo mírné nachlazení."
V televizním rozhovoru dne 23. března 2020 Bolsonaro kritizoval protesty namířené proti němu a tvrdil, že „lidé brzy uvidí, že pokud jde o koronavirus, byli podvedeni guvernéry a velkou částí médií“.
Dne 28. dubna 2020, když reportér poukázal na to, že počet obětí v Brazílii překonal počet čínských, odpověděl: „No a co? Promiňte, ale co chcete, abych udělal?"
Dne 7. července 2020, poté, co oznámil, že měl pozitivní test, Bolsonaro poznamenal: „Není žádný důvod ke strachu. Takový je život,“ a nadále kritizoval blokovací opatření s argumenty, že „většina Brazilců se tímto virem nakazí a ani si ničeho nevšimne“ a že „nemůžete prostě jen mluvit o důsledcích viru, kterých se obáváte. Život jde dál. Brazílie potřebuje vyrábět. Je potřeba podpořit ekonomiku."

#### Politické reakce a veřejné mínění
Dne 21. března 2020 bylo oznámeno, že Alcolumbre, prezident Poslanecké sněmovny Rodrigo Maia, a vůdci hlavních stran v Národním kongresu již nevěří, že by s Bolsonarem mohli vést produktivní dialog o koronaviru.
Prezidentský projev z 22. března 2020 se setkal s negativní reakcí mnoha brazilských politiků  a také kritiků Bolsonara; v příspěvku na Twitteru to novinář Ricardo Noblat označil za „první politickou sebevraždu vysílanou živě v celostátním rádiu a televizi“. João Doria řekl CNN, že Bolsonaro byl „nepřipravený a psychopatický vůdce“. Probíhající veřejné protesty proti prezidentovi během projevu i po něm zesílily.
V polovině března 2020 se panelaços začaly konat ve velkých městech jako Rio a São Paulo, včetně protestů na podporu prezidenta a dalších vyzývajících k jeho rezignaci. Podle jednoho průzkumu 64 % Brazilců odmítlo způsob, jakým Bolsonaro zvládal pandemii a 44,8 % podpořilo jeho odvolání, což je historické maximum. Podle některých zdrojů v Kongresu Bolsonaro úmyslně odmítal vést politický dialog a snažil se zmobilizovat své příznivce hrozící obžalobou.
Natália Pasternak Taschner, prezidentka Instituto Questão de Ciência, mikrobioložka a vědecká pracovnice na univerzitě v São Paulu, se zabývala šířením dezinformací z vládních a dalších zdrojů. Často se objevovala na Jornal Nacional a psala týdenní vědecký sloupek pro O Globo.

## Dopad

### Ekonomika

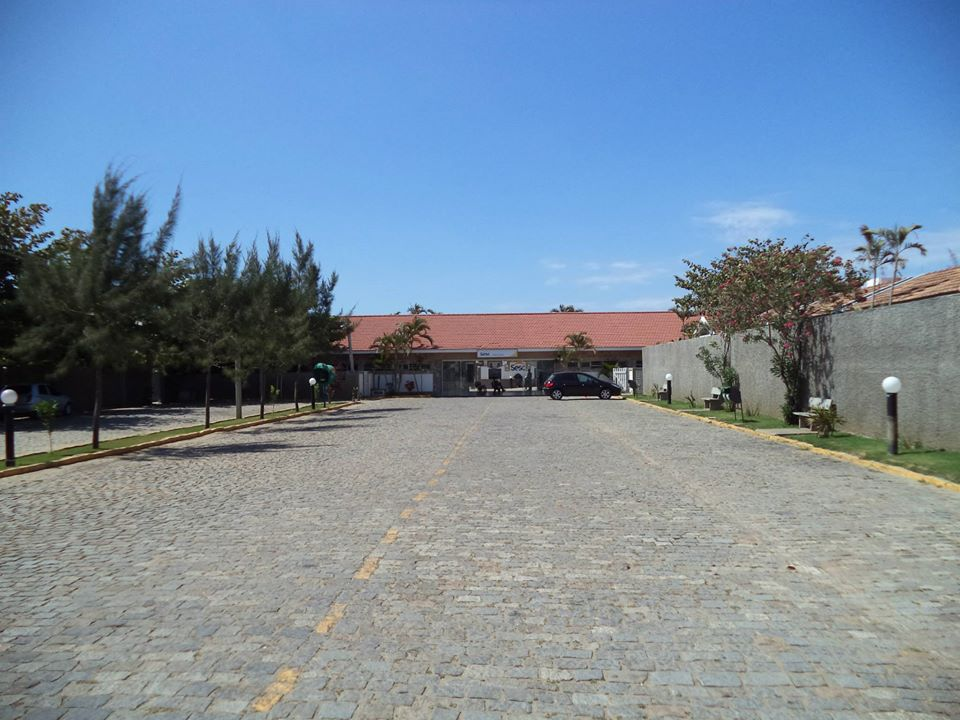
Pobočka SESC Hotels v São João da Barra musela být uzavřena kvůli finanční krizi způsobené pandemií.

Ekonomové očekávali v roce 2020 ekonomickou stagnaci. Dne 16. března ministerstvo hospodářství oznámilo stimulační balíček ve výši 147,3 miliard R$ (29 miliard USD) na pomoc ekonomice proti dopadům pandemie. Brazilská vláda také vyjednávala s Novou rozvojovou bankou o balíčku pomoci pro své snahy potlačit koronavirovou pandemii; Čína obdržela od stejné instituce jednu miliardu USD.
Ministr hospodářství Paulo Guedes dne 21. března oznámil řadu opatření pro snížení dopadu na ekonomiku. Kromě záruky platby pro pracovníky, kteří mají zkrácenou pracovní dobu, se připravuje stipendium pro profesionály samostatně výdělečně činné ve výši 200 R$.
Dne 23. března vláda oznámila balíček ve výši 85,8 miliard R$ pro státy a obce. Částka zahrnuje transfery do oblasti zdravotnictví, přeskupení transferů ústavních fondů a zastavení splatnosti dluhů států vůči Unii.
Ekonomika se ve druhém čtvrtletí roku 2020 propadla o bezkonkurenčních 9,7 procenta a uvrhla Brazílii do recese.
Do konce roku 2020 se brazilský HDP snížil o 4,1 %; šlo o nejhorší zaznamenanou hodnotu od roku 1990.

### Vzdělání
K 20. březnu měla pandemie dopad na vzdělávání po celém světě. Ve více než 100 zemích došlo k celostátnímu uzavření škol. Prezident Jair Bolsonaro však oznámil několik celostátních opatření ke zpomalení šíření viru, a protože federální vláda rozhodla nezrušit vyučování v celé zemi, nižší úrovně vlády tak učinily nezávisle. Městské, státní a soukromé školy a univerzity měly na přerušení výuky různé reakce. Výuka byla přerušena najednou, postupně nebo vůbec. Některé z nich byly nahrazeny distančním vzděláváním nebo jednoduše odloženy. UNESCO uvedlo, že kvůli tomu došlo pouze k „lokalizovanému“ (oproti „národnímu“) zavírání škol.

### Zaměstnanost
Od roku 2015 do roku 2016 zažila Brazílie ochromující recesi, která znamenala pokles ekonomiky asi o 7 %, s extrémně nízkým růstem v letech 2017 až 2018. Na počátku pandemie Brazílie stále musela brát ohled na tento ekonomický trend. Když na seznam problémů přibyl COVID-19, bylo 83,5 % brazilského pracovního trhu práce zatlačeno do exponovaného stavu. Podle Rogéria Barbosy, profesora na IESP Institute for Social and Political Studies, 17. až 19 milionů lidí v Brazílii přestalo hledat zaměstnání kvůli pandemii, sociálnímu distancování a strachu z nákazy.

### Životní prostředí
Odlesňování amazonského deštného pralesa se během pandemie covidu-19 v Brazílii zrychlilo a podle satelitních snímků zvýšilo o více než polovinu ve srovnání se základní úrovní. COVID-19 ohrožuje domorodé komunity v oblasti Amazonie.

### Favely
K 17. březnu trpěli obyvatelé favel v Rio de Janeiru nedostatkem vody. Bez možnosti se umýt se stali zranitelnými vůči šíření koronaviru. Voda chyběla v části severní zóny Rio de Janeira a Baixada Fluminense. K postiženým oblastem patřily komunity Chatuba de Mesquita, Camarista, Méier a Complexo do Alemão. Infektoložka a pediatrička Cristiana Meirelles uvedla, že bez čisté tekoucí vody by se situace v boji s epidemií stala katastrofální. Cufa (Central Única das Favelas, nevládní organizace, která spolupracuje s Favelas) vyzvala k zavedení bezpečnostních opatření proti koronaviru ve favelách. Vládní akce se nevztahovaly na ekonomicky křehké obyvatelstvo, kontingent, který má dohromady více než 70 milionů lidí, uvedla organizace.
Některé oblasti Maré byly bez vody dva dny a jiné oblasti údajně dva týdny.

### Zdravotní péče

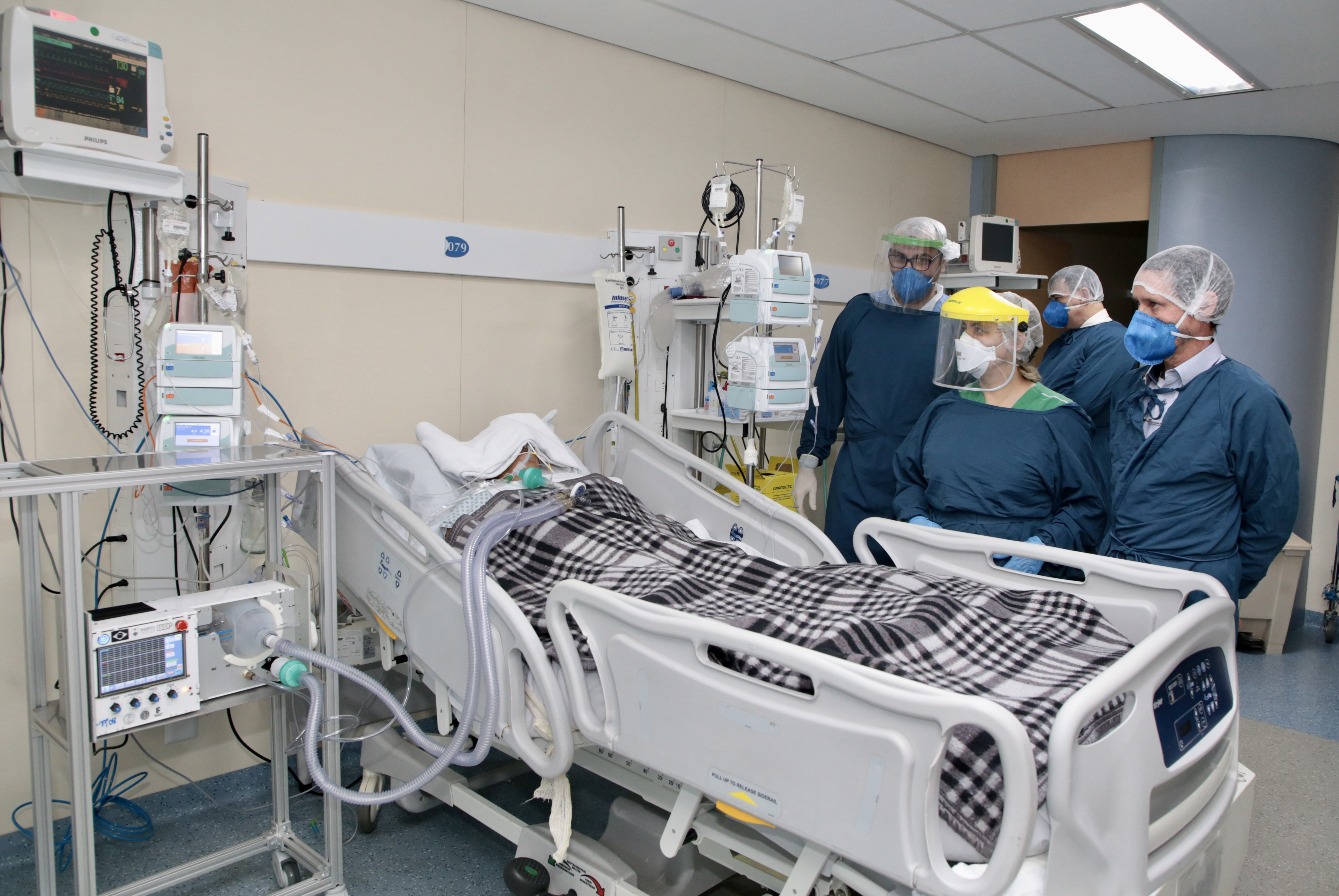
Lékaři v InCor v São Paulu kontrolují pacienta na ventilátoru.

Po prvních hlášených případech v Brazílii se objevily obavy, zda bude její zdravotnický systém schopen pandemii zvládnout. Dne 12. března požádalo ministerstvo zdravotnictví o dalších 10 miliard R$ (2,1 miliard USD) do federálního rozpočtu v rámci úsilí zvládnout pandemii. Odhadem by bylo potřeba okamžitě vyčlenit 2000 jednotek intenzivní péče.
Dne 18. března 2020 nemocnice v São Paulu veřejně pranýřovaly nedostatek zdravotnických materiálů (roušky, rukavice a dezinfekční prostředky na ruce) způsobený růstem cen. Podle nich se cena balíčku roušek vyšplhala od ledna do 17. března z 4,50 R$ na 140 R$. Vláda uvedla, že bude jednat s průmyslem, aby uspokojila poptávku.
V Salvadoru místní obchody zaznamenaly nedostatek roušek a dezinfekčních prostředků na ruce. Rio a pět dalších obcí ve státě vyhlásilo nouzový stav kvůli šíření koronaviru. Obce São Gonçalo a Guapimirim rovněž vyhlásily výjimečný stav; Niterói, Nova Iguaçu a Mesquita vyhlásily stav nouze v oblasti veřejného zdraví.
Dne 19. března 2020 vědci odhadovali, že pokud Brazílie nepodnikne žádné kroky k zastavení viru, může si pandemie v nejhorším případě vyžádat až dva miliony úmrtí. Poukázali na to, že politika sociálního distancování je jedním z nejúčinnějších opatření vzhledem k nedostatku vakcíny. Jejich závěr vycházel z analýzy křivky růstu případů COVID-19 v Brazílii. Míra nákazy byla stejná jako v Itálii, protože počet nakažených se každých 54 hodin zdvojnásobil. Odhadem by počet potvrzených případů mohl do 24. března dosáhnout 3000. Podle ministerstva zdravotnictví by počet nakažených exponenciálně rostl do konce června. Starosta Belo Horizonte Alexandre Kalil (PSD) požádal generála Altaira Josého Polsina, velitele 4. armádního regionu, o dočasné přidělení 51 profesionálů z armádní posádky na pomoc v boji s koronavirem. Brazilská armáda zatím neuvedla, zda tomuto požadavku vyhoví. Vrcholný nárůst koronaviru v Belo Horizonte se měl objevit v prvním dubnovém týdnu. V rozhovoru ministr zdravotnictví oznámil vytvoření dalších dvou center respiračních onemocnění a promýšlel rozmístění PM, aby sloužili obyvatelstvu.
Vláda Rio Grande do Sul nařídila stav nouze s přijetím bezpečnostních opatření včetně zákazu mezistátní dopravy a omezení prodeje na trzích, přičemž vyhláška platila od 19. března 2020. Zaměstnanci čtyř veřejných nemocnic ve městě São Paulo hlásili při péči o pacienty s podezřením na koronavirus nedostatek materiálů, jako je alkoholový gel, roušky a rukavice. Profesionálové ze Sistema Único de Saúde (SUS) hlásili nedostatek roušek a gelového alkoholu, ačkoli situace pracovníků veřejných služeb byla jiná než u soukromých nemocnic v São Paulu. Prodejny specializované na zdravotnické potřeby již neměly alkoholové gely a roušky, včetně ochranných masek N95 používaných zdravotníky. Pouliční prodejci údajně využívali poptávky po vybavení a snažili se z toho profitovat.

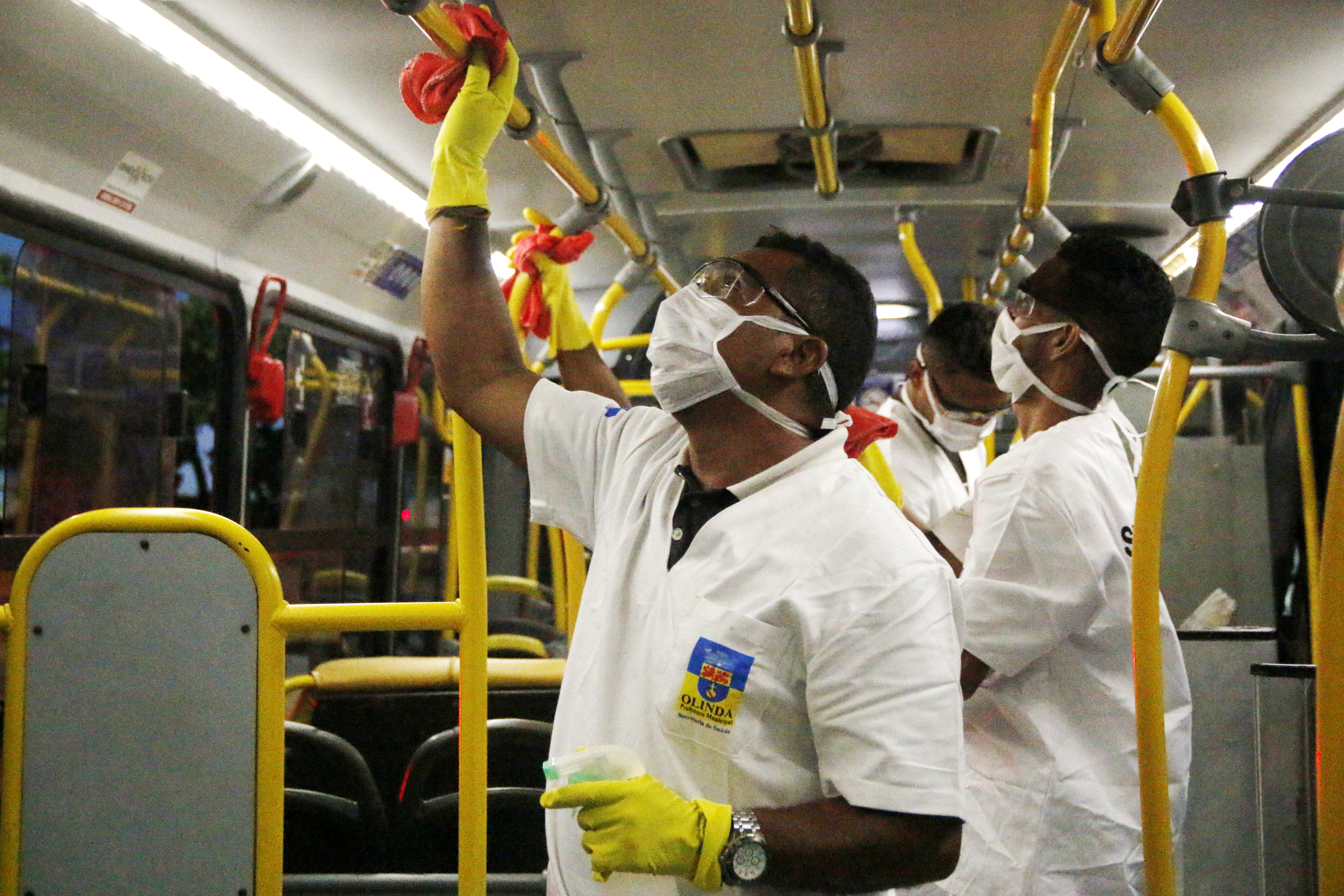
Zdravotníci čistí veřejnou dopravu, aby zabránili šíření infekce.

Dne 20. března tisk uvedl, že Brazílie odporuje doporučení Světové zdravotnické organizace tím, že testuje pouze pacienty ve vážném stavu. João Gabbardo, výkonný tajemník ministerstva zdravotnictví, uvedl, že přijatá kritéria se nezmění a na COVID-19 budou testováni pouze lidé se závažnými problémy. Následující den skupina vědců oznámila, že v Brazílii vyvíjejí nové testy na COVID-19. Očekávají vypracování testu, který bude fungovat s jedinou kapkou krve od pacienta. Počítají s tím, že bude dostupný během současné pandemie, a doufají, že do jeho vývoje zapojí některé z hlavních brazilských univerzit. Kvůli nedostatku ochranných pomůcek používali zdravotníci v nemocnicích místo roušek čepice. S výjimkou prvních případů koronaviru v Acre se zdravotníci museli potýkat s nedostatkem osobních ochranných prostředků (OOP). Někteří improvizovali s čepicemi namísto roušek.
Dne 31. března darovala federální vláda USA Brazílii dva miliony dávek hydroxychlorochinu na profylaktické a terapeutické použití.
Zdravotníci ve státě Rio de Janeiro (RJ) si stěžovali na nedostatek podmínek pro práci s koronavirovými pacienty. Lékaři uvedli, že v nemocnici Salgado Filho nebyly žádné ochranné masky N95, které mají účinnější filtry. Odbory uvedly, že v nemocnicích je nedostatek osobních ochranných prostředků.

### Náboženské služby
Dom Odilo Scherer, arcibiskup ze São Paula, zpočátku hájil postoj, že kostely by neměly být zavřeny; argumentoval tím, že by mělo být více denních bohoslužeb pro rozptýlení velkých shromáždění. Později vyhlásil pozastavení slavností s lidmi. Biskup Edir Macedo, zakladatel Univerzální církve Království Božího, také prohlásil, že bohoslužby by neměly být pozastaveny, stejně jako Silas Malafaia, vůdce Assembleia de Deus Vitória em Cristo. Malafaia řekl, že své kostely zavře pouze v případě, že mu to nařídí soudní příkaz. Macedo vyvolal větší kontroverzi poté, co odmítl koronavirus jako výtvor médií.

### Televizní programy
Brazilské sítě začaly v rámci svých programů vysílat tipy pro prevenci. Globo, SBT, RecordTV, Band a RedeTV! oznámily, že zastaví výrobu všech svých telenovel a budou nahrávat talk show bez živého publika, přičemž ve svých programech poskytnou více prostoru žurnalistice.